# میتسی هاراستی
میتسی هاراستی (مجاری: Mici Haraszti؛ ‏ ۲۵ ژوئن ۱۸۸۲ – ۱۸ فوریهٔ ۱۹۶۴) بازیگر اهل مجارستان بود.
از فیلم‌ها یا مجموعه‌های تلویزیونی که وی در آن‌ها نقش داشته‌است، می‌توان به دکتر اشتوان کوواچ اشاره نمود.